# Tanaka Fuyuji
Tanaka Fuyuji (japanisch 田中 冬二, Vorname eigentlich Kichinosuke; geboren 13. Oktober 1894 in Fukushima (Fukushima); gestorben 8. April 1980 in  der Präfektur Tokio) war ein japanischer Dichter.

## Leben und Wirken
Tanaka Fuyuji begann schon während seiner Schulzeit an der „Rikkyō Junior High School“ (立教中学校, Rikkyō chūgakkō) sich für Literatur zu interessieren und gründete mit einem Freund eine Umlaufzeitschrift. Er wurde von dem Gedicht „Kogen“ (高原) – „Hochebene“, verfasst von Yoshie Takamatu (吉江 喬松; 1880–1940), beeinflusst. Nach dem Schulabschluss wurde er Bankangestellter, begann ab 1921 ernsthaft Gedichte zu schreiben. Nach den Arbeiten „Shisei“ (詩聖), „Pantheon“ und „Orpheon“ beteiligte er sich 1940 an dem Literaturmagazin „Shiki“ (四季) – „Vier Jahreszeiten“. Er war unter anderem mit dem Lyriker Horiguchi Daigaku (1892–1981) befreundet.
Tanaka blieb Bankmitarbeiter, leitete unter anderem die Zweigstelle in der Stadt Nagano, deren bergige Umgebung er liebte. 1946 zog er in die Präfektur Tokio, 1949 ging er in den Ruhestand. Er wurde mit der staatlichen Ehrenmedaille ausgezeichnet. Seine Gedichte wurden ins Englische, Französische und in andere Sprachen übersetzt. 
Tanaka schreibt klar und deutlich. Zu seinen Gedichtsammlungen gehören, beginnend mit
- „Aoi yomichi“ (青い夜道) – „Blaue Nachtstraße“ 1929,
- „Umi no mieru ishidan“ (海の見える石段) – „Steinstufen mit Meerblick“ 1930,
- „Yamashigi“ (山鴫) – „Waldschnepfe“ 1935,
- „Koen no uta“ (故園の歌) – „Lied vom alten Park“ 1940,
- „Yama no matsuri“ (山の祭) – „Fest in den Bergen“ 1947,
- „Banshun no hi ni“ (晩春の日に) – „An einem späten Frühlingstag“ 1961,
- „Budō no onna“ (葡萄の女) – „Traubenfrau“ 1966,
- „Sangurasu no Buson“ (サングラスの蕪村) – „Buson[A 1] mit der Sonnenbrille“ 1976,

und andere mehr.
„Es regnete ab und zu / neue Buchweizennudeln und Laternen draußen  / die Berge so nah, zwei Täler fallen zusammen“ ist eine Kurzgedicht mit dem Titel „Ort in den kleinen Bergen“ (小さな山の町).